# Daniel Radcliffe
Daniel Jacob Radcliffe (Fulham (Londen), 23 juli 1989) is een Brits acteur. Hij is vooral bekend door zijn hoofdrol in de films rond Harry Potter.

## Carrière
In augustus 2000 werd Radcliffe, na verschillende audities, geselecteerd voor de rol van Harry Potter in alle acht films naar de populaire gelijknamige boeken van J.K. Rowling. De eerste, Harry Potter en de Steen der Wijzen, kwam uit in 2001. Eerder dat jaar speelde hij een bijrol in de film The Tailor of Panama, waarin ook Pierce Brosnan speelde. In de lente van 2002 was de twaalf jaar oude Radcliffe te zien in een aflevering van The Bill, als jonge jongen die zijn moeder helpt bij vrijwilligerswerk voor een goed doel. 
Zijn rol in het theaterstuk Equus van Peter Shaffer in het Londense West End in 2007 deed stof opwaaien omdat hij een deel van de voorstelling naakt op het podium stond. In dat jaar speelde hij ook een hoofdrol in de Australische film December Boys. In 2011 was Radcliffe op Broadway te zien in de hoofdrol van de musical How to Succeed in Business Without Really Trying. In 2012 speelde Radcliffe de rol van Allen Ginsberg in Kill Your Darlings, die in het voorjaar van 2013 in première ging op het Sundance Film Festival.
In 2015 kreeg Radcliffe een ster (de 2565ste) op de Hollywood Walk of Fame. In 2024 kreeg hij een Tony-award voor de rol van Charley Kringas in de Sondheim musical Merrily We Roll Along.  

## Harry Potter-trivia
- Op 9 juli 2007 liet Radcliffe samen met Rupert Grint en Emma Watson (Ron en Hermelien in de Harry Potter-films) afdrukken van hun handen, voeten en toverstaf achter voor het Grauman's Chinese Theatre in Hollywood.
- In 2010 werd Wizarding World of Harry Potter geopend, een themagebied in de Islands of Adventure van het Universal Orlando Resort bij Orlando (Florida). Een van de attracties in dit pretpark is een reis door Zweinstein waarbij Harry en zijn vrienden op hun bezem te volgen zijn. Radcliffe nam voor deze attractie de rol van Harry Potter opnieuw op zich en filmde speciale scènes die alleen daar te zien zijn.

## Privé
- In augustus 2008 vertelde Radcliffe in een interview dat hij lijdt aan een milde variant van de hersenaandoening dyspraxie. Als gevolg daarvan is zijn fijne motoriek verminderd ontwikkeld, met name schrijven en het strikken van veters leveren problemen op.
- Radcliffe heeft een relatie met actrice Erin Darke. Ze hebben een zoon.

## Filmografie

### Films
| Jaar | Film                                           | Rol                   | Opmerkingen          |
| ---- | ---------------------------------------------- | --------------------- | -------------------- |
| 2001 | The Tailor of Panama                           | Mark Pendel           |                      |
| 2001 | Harry Potter en de Steen der Wijzen            | Harry Potter          |                      |
| 2002 | Harry Potter en de Geheime Kamer               | Harry Potter          |                      |
| 2004 | Harry Potter en de Gevangene van Azkaban       | Harry Potter          |                      |
| 2005 | Harry Potter en de Vuurbeker                   | Harry Potter          |                      |
| 2007 | December Boys                                  | Maps                  |                      |
| 2007 | Harry Potter en de Orde van de Feniks          | Harry Potter          |                      |
| 2009 | Harry Potter en de Halfbloed Prins             | Harry Potter          |                      |
| 2010 | Harry Potter en de Relieken van de Dood deel 1 | Harry Potter          |                      |
| 2010 | Harry Potter en de Verboden Reis               | Harry Potter          | Korte film           |
| 2011 | Harry Potter en de Relieken van de Dood deel 2 | Harry Potter          |                      |
| 2012 | The Woman in Black                             | Arthur Kipps          |                      |
| 2013 | Kill Your Darlings                             | Allen Ginsberg        |                      |
| 2013 | Horns                                          | Ignatius "Ig" Perrish |                      |
| 2013 | Whaf If                                        | Wallace               |                      |
| 2015 | Trainwreck                                     | Hondenuitlater        | cameo                |
| 2015 | Victor Frankenstein                            | Igor                  |                      |
| 2016 | Swiss Army Man                                 | Manny                 |                      |
| 2016 | Now You See Me 2                               | Walter Mabry          |                      |
| 2016 | Imperium                                       | Nate Foster           |                      |
| 2017 | Jungle                                         | Yossi Ghinsberg       |                      |
| 2019 | Playmobil: De Film                             | Rex Dasher            | stem                 |
| 2020 | Guns Akimbo                                    | Miles Lee Harris      |                      |
| 2020 | Escape from Pretoria                           | Tim Jenkin            | Waar gebeurd verhaal |
| 2022 | The Lost City                                  | Abigail Fairfax       |                      |
| 2022 | Weird: The Al Yankovic Story                   | "Weird Al" Yankovic   | Biopic (parodie)     |

### Televisie
- 1999 - David Copperfield - Jonge David Copperfield (televisiefilm)
- 2006 - Extras - Zichzelf
- 2007 - My Boy Jack - John "Jack" Kipling (televisiefilm)
- 2010,2014 - The Simpsons - Edmund, Diggs (animatieserie)
- 2010 - QI - Zichzelf
- 2012 - Saturday Night Live - Zichzelf/Presentator/Harry Potter (in een van de sketches)
- 2012-2013 - A Young Doctor's Notebook - Jonge Dr. Vladimir Bomgard (komedieserie)
- 2012,2015 - Have I Got News For You - Zichzelf
- 2015 - BoJack Horseman - Zichzelf
- 2015 - Only Connect - Zichzelf
- 2015 - The Gamechangers - Sam Houser (docudrama)
- 2019 - 2023 Miracle Workers - Allerlei
- 2020 - Unbreakable Kimmy Schmidt: Kimmy vs the Reverend - Prince Frederick (televisiefilm)

### Theater
- 2002 - The Play What I Wrote - Gast
- 2007 - Equus - Alan Strang
- 2011 - How To Succeed In Business Without Really Trying - J. Pierrepont Finch
- 2013 - The Cripple of Inishmaan - Billy
- 2016 - Privacy - The Writer
- 2017 - Rosencrantz and Guildenstern are Dead - Rosencrantz
- 2018 - The Lifespan of a Fact - Fingal
- 2020 - Endgame / Rough for Theatre II - Clov / A
- 2022-2024 - Merrily We Roll Along - Charley Kringas